# Limbach-Oberfrohna
Limbach-Oberfrohna è una città di 23 833 abitanti della Sassonia, in Germania.

Appartiene al circondario (Landkreis) di Zwickau (targa Z) ed è capoluogo della comunità amministrativa (Verwaltungsgemeinschaft) omonima.
Limbach-Oberfrohna si fregia del titolo di "Grande città circondariale" (Große Kreisstadt).

## Storia
Il 1º gennaio 1999 alla città di Limbach-Oberfrohna vennero aggregati i comuni di Kändler e Pleißa.

## Amministrazione

### Gemellaggi
- Ingelheim am Rhein, Renania-Palatinato, Germania
- Hambach an der Weinstraße (fraz. di Neustadt an der Weinstraße), Renania-Palatinato, Germania
- Hechingen, Baden-Württemberg, Germania
- Leinach, Baviera, Germania
- Zlín, Repubblica Ceca
- Haarlemmermeer, Paesi Bassi